# Campeloma
Campeloma is een geslacht van weekdieren uit de klasse van de Gastropoda (slakken).

## Soorten
- Campeloma acroterion J. H. Hartman, 2015 †
- Campeloma crassula Rafinesque, 1819